# سنگ سیاه (بندر لنگه)
سنگ سیاه، روستایی در دهستان دژگان بخش مهران شهرستان بندر لنگه در استان هرمزگان ایران است.

## جمعیت
بر پایه سرشماری عمومی نفوس و مسکن در سال ۱۳۹۵، جمعیت این روستا برابر با ۱۳۰ نفر (۴۲ خانوار) بوده است.